# Kanfu
Kanfu (arab. كنفو) – wieś w Syrii, w muhafazie Hama. W 2004 roku liczyła 432 mieszkańców.